# Carlos Pellegrín
Carlos Eduardo Pellegrín Barrera (ur. 28 lipca 1958 w Santiago) – chilijski duchowny rzymskokatolicki, w latach 2006-2018 biskup Chillán.

## Życiorys
Święcenia kapłańskie przyjął 9 listopada 1985 w Zgromadzeniu Słowa Bożego. Po święceniach wyjechał do Ghany i pracował tam jako misjonarz przez dziesięć lat. Po powrocie do kraju został pracownikiem zakonnego Sekretariatu Misji, zaś w 1999 został dyrektorem szkoły zakonnej w Santiago.
25 marca 2006 został mianowany biskupem diecezji Chillán. Sakry biskupiej udzielił mu 29 kwietnia 2006 kard. Francisco Javier Errázuriz Ossa.

## Kontrowersje
21 września 2018 papież Franciszek przyjął jego rezygnację ze względu na oskarżenia o molestowanie seksualne, oraz organizowanie orgii seksualnych z nieletnimi.